# Titus Flavius Rufus

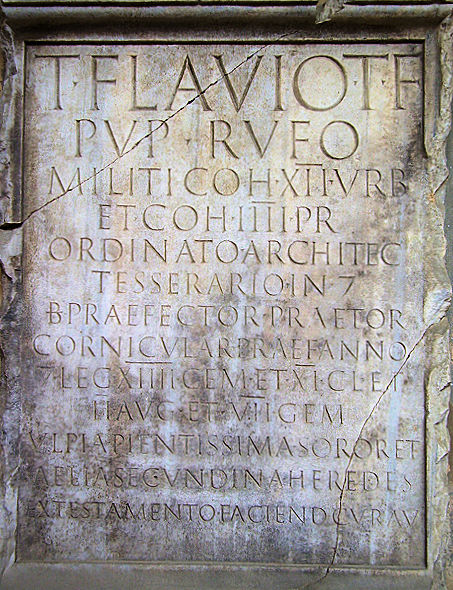
Der Grabstein mit der Inschrift

Titus Flavius Rufus (vollständige Namensform Titus Flavius Titi filius Pupinia Rufus) war ein im 1. und 2. Jahrhundert n. Chr. lebender Angehöriger der römischen Armee. Durch eine Inschrift, die in Classis gefunden wurde, ist seine militärische Laufbahn bekannt.
Rufus trat als einfacher Soldat in die Cohors XII urbana ein, die in Rom stationiert war. Zu einem unbestimmten Zeitpunkt wurde er zur Prätorianergarde versetzt, wo er zunächst als Soldat in der Cohors IIII praetoria diente. Er wurde befördert und erreichte in Rom folgende Positionen (in dieser Reihenfolge): Architectus und Tesserarius einer Zenturie der Cohors IIII praetoria, Beneficiarius mehrerer Prätorianerpräfekten (praefectorum praetorio) und zuletzt Cornicularius eines (oder mehrerer) Praefectus annonae.
Danach wurde er zum Centurio befördert und diente in den folgenden vier Legionen (in dieser Reihenfolge): in der Legio XIIII Gemina, in der Legio XI Claudia, in der Legio II Augusta, die ihr Hauptlager in Isca Silurum in der Provinz Britannia hatte, und zuletzt in der Legio VII Gemina, die ihr Hauptlager in León in Hispania Tarraconensis hatte.
Rufus war in der Tribus Pupinia eingeschrieben. Der Grabstein mit der Inschrift wurde von seiner Schwester Ulpia und einer Frau namens Aelia Secundina, seinen Erben, gemäß seinem Testament errichtet.
James Robert Summerly datiert die Laufbahn von Rufus in einen Zeitraum zwischen 100 und 138.